# 凱大熊
凱大熊（英語：Kevin Joseph Carrico，？—）是一名澳大利亞漢學家、政治學家、歷史學家及中國問題學者，現為澳大利亚蒙纳士大学中國研究資深講師。他也研究香港反中共運動與批判中國大陸的「新左派」並對其在西方學術界的推廣進行社會學上的分析。

## 相關觀點
凱大熊長期研究中华人民共和國政府文化，關注包括藏區連環自焚事件等西藏和新疆議題，以及發文批評中共中央總書記習近平；目前他被列入禁止入境中华人民共和國的黑名單中。此外，他自稱充分瞭解毛澤東思想、鄧小平理論、三個代表和科學發展觀。

### 西藏、台灣、香港及中国之議題
《大公報》报道，凯大熊早年曾发表支持“藏独”的文章。凱大熊在2018年8月接受香港傳媒訪問時，稱澳洲大部分中文媒體都已被中國政府收編，而大學教職員則飽受威脅，他提及澳洲有大學講師在課堂上提及台灣和香港問題時稱呼台灣為「國家」而被中國學生投訴、個人資料在網上散發以及被標籤為「台獨支持者」一事。他亦說言論自由是當有人說出極具爭議的言論時，即使聽者極不同意其觀點，但仍然會維護對方說話的權利，他認為一些以為不談港獨和避免觸怒中國政府就能繼續享有自由的香港人誤解了言論自由的基本概念。
凯大熊曾在中国民主转型研究所主办的《中国民主季刊》中撰文，论述支持中国解体的观点。凯大熊不仅支持香港、台湾及少数民族地区的自决，也认为所谓汉族地区内部有极大的差异，“广东、河南、上海和黑龙江没有必要都属于同一个国家或整体的这些不同地区显然有不同的文化，也有可能有不同的民族与不同的未来”。因此他支持广东在内的各地在民主和自决的原则下“分裂成多个独立的民主共和国”。

### 學習及評論「習思想」
2018年10月，凱大熊以滿分通過新左派學者胡鞍鋼作主講導師的《習近平新時代中國特色社會主義思想》在線課程考試，並支付49美金獲得了有胡鞍鋼簽名的電子合格證書。

## 疑似被文匯報跟蹤報導
2018年12月，凱大熊到訪香港，期間與一些包括香港獨立支持者在內的人士會面，並出席「公民社會發展資源中心」的論壇。2018年12月17日，《香港文匯報》以《澳洲“獨人”港授“獨經”》為標題，頭版報導了凱大熊在香港一星期的行程，指凱大熊是到香港散播獨立思想，與支持香港獨立的香港民族黨前召集人陳浩天相熟，以及和「香港本土派網媒本土新聞」創辦人「秘密聚會」。凱大熊與澳洲籍「獨人」學生「澳龍」（Benjamin Patrick）關係密切，香港文匯報去年曾踢爆「澳龍」在中文大學就讀期間，多次公開參與「港獨」活動。而「澳龍」去年底離港後就再也沒有回來。有「獨人」透露，這次是由凱大熊接棒，以學者的名義來港，並與「港獨」組織成員接觸。 

### 凱大熊的回应
凱大熊返回澳洲後對澳洲廣播公司稱他在香港期間一直被一名女子跟蹤，甚至一度幾乎跟蹤他到男廁，凱大熊嘗試拍攝跟蹤者的樣貌但對方轉身逃走。凱大熊表示不會改變自己的言行，又形容相關行動是中國政府進一步地剝奪香港公民自由。
凱大熊于2018年12月19日向《蘋果日報》等傳媒表示，他早前赴港是為了出席與香港研究有關的研討會，以及與不同人士訪談以作研究之用；質疑《香港文匯報》是間諜機構和「中共殖民香港的幫手」，認為所有尊重言論自由、學術自由和基本尊嚴的人都應該聯手將其踢出香港；對於《香港文匯報》形容凱大熊是「獨自秘密來港」，他反問若然如此，該報如何知道他住的酒店和與朋友在何處見面。
凱大熊向《衛報》表示他的研究工作涉及有關獨立的議題，而他知道有哪些人支持獨立，他說儘管大麻在美國是非法，但談論大麻或討論大麻是否應該合法的議題並無違法，認為將討論香港獨立的話題視為違法行為是侵犯了言論自由。他又指《文匯報》與香港中聯辦的關係非常密切，不排除目的是為了讓他被禁止或恐嚇他不得再次踏足香港。

### 中国外交部和文匯報的回應
2018年12月19日，《香港文匯報》发表声明，強調其所有採编工作均符合通常的新闻报道规则和手法，認為凯大熊的指控不符事实和严重打压新闻採编自由。
对于凯大熊指文汇报记者的行为是中华人民共和國政府對他的恐嚇，中华人民共和国外交部發言人華春瑩在2018年12月20日的例行記者會上回应称“這種邏輯是非常荒謬的”。2018年12月21日，《文匯報》刊登評論員文章《凱大熊不是心中有鬼何用氣急敗壞？》，反駁凱大熊的指控，認為其言論是對《文匯報》的不符事實的攻擊和抹黑；稱《文匯報》「僅僅是進行了一般的新聞調查報道」，不存在所謂的「跟蹤」和「間諜」，又宣稱凱大熊並不是純粹學者，而是一名鼓吹「分裂中國」的政治學者；對其“作出跟進報道是十分正常的事”；又宣稱凱大熊的過激反應是「損害新聞自由的舉動」。

## 作品列表
- The Great Han: Race, Nationalism, and Tradition in China Today, University of California Press, 2017
- Two Systems, Two Countries: A Nationalist Guide to Hong Kong, University of California Press, 2022
  - 《異國兩制：從香港民族主義到香港獨立》（堡壘文化，盧靜、劉維人 譯，2023）

## 外部連結
- 麥覺理大學簡介（页面存档备份，存于）